# Loznitsa
Loznitsa (en búlgaro: Лозница) es una ciudad de Bulgaria en la provincia de Razgrad.

## Geografía
Se encuentra a una altitud de 264 m s. n. m. a 331 km de la capital nacional, Sofía.

## Demografía
Según estimación 2012 contaba con una población de 1 975 habitantes.
|         | 2004  | 2005  | 2006  | 2007  | 2008  | 2009  | 2010  | 2011  |
| Mujeres | 1 279 | 1 258 | 1 243 | 1 219 | 1 192 | 1 177 | 1 160 | 1 122 |
| Varones | 1 365 | 1 344 | 1 318 | 1 282 | 1 249 | 1 232 | 1 201 | 1 100 |
| Total   | 2 644 | 2 602 | 2 561 | 2 501 | 2 441 | 2 409 | 2 361 | 2222  |